# Rosa sect. Cinnamomeae
La rosa Cinnamomeae (o Cassiorhodon) és una de les onze seccions del subgènere Eurosa.

## Principals característiques
Sovint són arbustives, d'1 a 4 metres d'alçada, amb espines dretes sovint en parelles, amb flors rosades o vermelles generalment en grups i fruits grossos que persisteixen després de la floració.

## Origen i distribució
Les roses Cinnamomeae són natius de tot l'hemisferi nord, llevat del nord d'Àfrica:
- Rosa rugosa d'Àsia : Rosa rugosa rugosa, alba, rosea i rubra i els seus híbrids ' Belle Poitevine ', 'Roseraie de l'Haÿ', 'Agnès' i molts altres ;
- Rosa arkansana i Rosa blanda d'Amèrica del Nord, Rosa pendulina L. o rosa alpina ;
- Rosa oxyodon, originària del Caucas, Rosa laxa del Turquestan i una trentena més ;
- Rosa majalis o rosa de maig, la rosa el rosersimplici', conreada d'ençà de l'any 1600.

## Principals espècies
- Rosa acicularis Lindl., el roser acicular, roser àrtic,
- Rosa alpina L., vegeu Rosa pendulina
- Rosa arkansana Porter (sinònims : Rosa pratincola Greene, Rosa suffulta Greene), el roser d'Arkansas ,
- Rosa bella H. Rehder & E. Wilson
- Rosa blanda Aiton, el roser del Labrador ,
- Rosa californica Cham. & Schltdl., el roser silvestre de Califòrnia
- Rosa cinnamomea L., vegeu Rosa majalis
- Rosa davidii Crep., Rosa del pare David
- Rosa elegantula Rolfe, Threepenny Bit Rose
- Rosa fedtschenkoana Regel,
- Rosa giraldii Crep.
- Rosa glandulosa, vegeu Rosa maximowicziana
- Rosa holodonta (sin. R. moyesii rosea) vegeu Rosa moyesii
- Rosa laxa Retz. (sin. R. gebleriana Schrenk),
- Rosa lheritierana Thory, o roser de Boursault
- Rosa macrophylla Lindl., el roser de fulles grans
- Rosa majalis Herrm. (sinònim Rosa cinnamomea L.), el roser de maig o roser de Pasqua,
- Rosa maximowicziana (sin. R. glandulosa),
- Rosa moyesii Hemsl. & EH Wilson,
- Rosa multibracteata Hemsl. & EH Wilson,
- Rosa nutkana C. Presl, el roser de Nootka ,
- Rosa pendulina L. (sin. Rosa alpina L.), el roser alpí,
- Rosa pisocarpa A Grey,
- Rosa rugosa Thunb., el roser rugó o roser del Japó,
- Rosa setipoda Hemsl. & EH Wilson,
- Rosa suffulta Greene, vegeu Rosa arkansana ,
- Rosa webbiana ,
- Rosa sweginzowii ,
- Rosa woodsii Lindl., rosa de Woods ,